# Femme libérée
Pour les articles homonymes, voir Femme libérée (homonymie).
Singles de Cookie Dingler
Faut pas rêver
(1985)
Femme libérée est une chanson du groupe strasbourgeois Cookie Dingler, écrite par Joëlle Kopf et Christian Dingler à propos de la libération de la femme. Elle est sortie en juillet 1984 et a connu un très grand succès, le seul du groupe. La chanson sera incluse en 1985 sur le premier album de Cookie Dingler, également intitulé Femme liberée.

## Genèse et sortie
Écrite en 1981 par Joëlle Kopf et Christian Dingler, chez EMI, cette chanson, d'une durée de 3 min 42 s, a connu un grand succès dans les années 1980. 
Ce titre, commercialisé le 1er juillet 1984, s'inscrit dans le contexte d'une époque marquée par l'émergence de chansons de variété parfois légères qui raillent quelques thèmes de société en vogue, ici le féminisme.
Une version anglaise a également été enregistrée à l'époque par le groupe sous le titre Liberated Lady, ainsi qu'une version allemande sous le titre Unheimlich stark die Frau.

## Composition
Le titre est composé d'une suite d'accords très utilisés dans la musique rock. Le riff de guitare et le rythme, ainsi que la mélodie (à l’exception de la modulation expressive du refrain) présentent une ressemblance avec The Passenger de Iggy Pop, composé par Ricky Gardiner, paru sur l'album Lust for Life, en 1977 soit sept ans plus tôt. Cela suggère une simple révision par un musicien professionnel, l’apport musical (en dehors des paroles) étant limité au niveau du refrain et de l’arrangement.

## Accueil commercial et récompense
En 1984, elle obtient le prix de l'Union nationale des auteurs et compositeurs décerné par la SACEM. 
En France, le titre reste en première place des ventes durant cinq semaines, juste avant la création du Top 50[source insuffisante]. Il a ensuite été classé les 18 premières semaines d'existence du Top 50, du 4 novembre 1984 au 2 mars 1985. Il se classe à la 2e place dans la première édition du classement, juste derrière Besoin de rien, envie de toi de Peter et Sloane, reste deux semaines consécutives à la deuxième place, puis a chuté et a totalisé dix semaines dans le top 10. Le titre a été certifié disque de platine en 1985 par le SNEP pour plus d'un million de singles écoulés.

## Liste des pistes
| A. | Femme libérée | 3:42 |
| B. | Sexy Rock     | 2:47 |

## Classements et certifications
| Classement (1984–1985)        | Meilleure position |
| ----------------------------- | ------------------ |
| Europe (Eurochart Hot 100)    | 26                 |
| France (SNEP)                 | 2                  |
| France (Ventes)               | 1                  |
| France (Radios périphériques) | 1                  |
| Québec (Palmarès francophone) | 1                  |

| Classement (1984) | Position |
| ----------------- | -------- |
| France (SNEP)     | 6        |

### Certification
| Pays                                                             | Certification | Ventes certifiées |
| ---------------------------------------------------------------- | ------------- | ----------------- |
| France (SNEP)                                                    | Platine       | 1 000 000*        |
| *Ventes selon la certification xNon précisé par la certification |               |                   |

## Reprises
Devenue un standard des années 1980, cette chanson fut reprise en 1998, par Mireille Mathieu, Alain Souchon et Julien Clerc à l’émission des Restos du cœur. 
En 2005, le groupe Soma Riba, accompagné de DJ Fou, a repris ce titre, mais n'a pas enregistré un gros succès : il n'a pas dépassé la 33e place du Top Singles, classement obtenu la semaine de son entrée, le 4 juin 2005,.
En 2012, le groupe Collectif Métissé reprend ce titre sur leur album Ya Plus K Danser.
Au Québec, la chanson a été reprise en 2006 par le groupe 240 DL avec une saveur punk, et en 2008 par Étienne Drapeau.